# Natalija Burdejna
Natalija Burdejna (ukr. Наталія Андріївна Бурдейна, ur. 30 stycznia 1974 w Odessie) – ukraińska łuczniczka, srebrna medalistka olimpijska z Sydney. 
Startowała w konkurencji łuków klasycznych. Brała udział w dwóch igrzyskach olimpijskich (IO 00, IO 04). Po medal w 2000 sięgnęła w rywalizacji drużynowej kobiet. Reprezentację Ukrainy w łucznictwie tworzyły ponadto Ołena Sadownycza i Kateryna Serdiuk. W drużynie ma również w dorobku dwa medale mistrzostw świata - brąz w 2003 i srebro w 2005. Z kolei na halowych mistrzostwach świata w 2001 zdobyła dwa brązowe medale - indywidualnie i w drużynie. W 2005 została halową mistrzynią świata indywidualnie i wicemistrzynią w drużynie.